# Maria Isabel de Borbó i de Borbó
Maria Isabel de Borbó i de Borbó (Madrid 1851 - París 1931). Infanta d'Espanya amb el tractament d'altesa reial que per matrimoni esdevingué princesa de les Dues Sicílies i duquessa de Girgenti. És destacable el fet que des del seu naixement i fins a l'any 1857, any en què nasqué el seu germà, el futur rei Alfons XII d'Espanya fou princesa d'Astúries.
Nascuda al Palau Reial de Madrid l'any 1851, la princesa era filla de la reina Isabel II d'Espanya i del príncep consort Francesc d'Assís d'Espanya. Alhora era neta per via materna del rei Ferran VII d'Espanya i de la princesa Maria Cristina de Borbó-Dues Sicílies mentre que per via paterna ho era de l'infant Francesc de Paula d'Espanya i de la princesa Lluïsa Carlota de Borbó-Dues Sicílies. Ferran VII era germà de l'infant Francesc de Paula i s'havien casat amb dues princeses que també eren germanes. Aquest fet sumat als múltiples enllaços familiars que mantenen, encara avui, les cases de Borbó i la de Borbó-Dues Sicílies, és el fet apuntat majoritàriament per destacar l'escassa salut dels fills de la reina Isabel II d'Espanya.
La infanta Isabel fou educada en l'ambient cortesà dels Palau Reial de Madrid i el Palau d'Aranjuez on visqué gran part de la seva infantesa, ja que era la residència preferida de la seva mare.
A l'hora de contraure matrimoni es pensà amb un casament amb el príncep Felip de Bèlgica, comte de Flandes, i germà del rei Leopold II de Bèlgica i pare del rei Albert I de Bèlgica. Malgrat tot, el matrimoni no s'arribà a realitzar per la decisió de la casa reial de Bèlgica d'escollir una princesa de la casa principesca dels Hohenzollern-Sigmaringen. A partir d'aquest moment el partit italià de la Cort es posà en funcionament i pressionà a la reina en contra del Govern perquè es casés a la infanta amb un príncep de la casa de les Dues Sicílies.
Amb la unificació del regne d'Itàlia cauen, entre d'altres, la monarquia de la Casa de les Dues Sicílies i alhora el Sant Pare de Roma veu reduït al territori del Laci els seus dominis terrenals. La reina Isabel incapaç de prestar ajuda al Papat, i influència pels seus confessors, es negà a reconèixer el nou regne encapçalat per la casa dels Savoia. Finalment, obligada pel Govern, reconeix al Regne d'Itàlia, però escull per la seva filla al príncep Gaietà de Borbó-Dues Sicílies, comte de Girgenti, per marit de la seva filla primogènita en un clar senyal de suport als interessos de la casa de Borbó a Itàlia i al Papat.
El príncep Gaietà de Borbó-Dues Sicílies era fill del rei Ferran II de les Dues Sicílies i de l'arxiduquessa Maria Teresa d'Àustria. Gaietà era germà del rei Francesc II de les Dues Sicílies. El matrimoni, acordat a Madrid, se celebrà l'any 1868, i la infanta Maria Isabel rebé una gran dot procedent de les arques de l'estat més un palau a Madrid i un complet aixovar de núvia entre el qual hom hi podia trobar la tiara de Mellerio que, noranta-quatre anys després, rebé com a regal de noces dels comtes de Barcelona la reina Sofia de Grècia, esposa del rei Joan Carles I d'Espanya. Gaietà fou elevat a la categoria d'infant d'Espanya amb el tractament d'altesa reial.
Malgrat tot, Isabel no tingué un matrimoni feliç, ja que al cap de tres mesos de l'enllaç, Gaietà se suïcidà per causes desconegudes. Isabel tornà a Madrid i s'establí de nou a la Cort fins que el mateix any 1868 hagué de partir a l'exili acompanyant a la seva mare a París.
Des de l'any 1875 i fins a l'any 1882, any en què nasqué la infanta Maria de la Mercè d'Espanya, comtessa de Girgenti fou de nou princesa d'Astúries. Des del mateix any 1875 i fins a l'any 1931 s'establí a Madrid i fou la membre més popular de la família reial de la Restauració.
La infanta fou la representant de la Corona espanyola a les festes del Centenari de la Independència de l'Argentina. També realitzà nombrosos viatges internacionals representant a la Corona espanyola i al país.
Aficionada als toros fou anomenada la infanta més castissa de totes i coneguda era la seva devoció per la Fira de Sant Isidro de Madrid, popularment fou coneguda com "La Chata".
L'arribada de la Segona República la sorprengué malalta i al llit, el govern republicà permeté a la infanta quedar-se a Madrid i no haver de partir a l'exili com a deferència al seu estat de salut. Malgrat això, ella renuncià i s'establí a París on morí en un convent de monges que l'acolliren els últims set dies de la seva vida.